# Ligne de Tulle à Meymac
La ligne de Tulle à Meymac est une ligne ferroviaire française à écartement standard et à voie unique, située dans le département de la Corrèze. Elle constitue un maillon de l'un des itinéraires de Bordeaux à Clermont-Ferrand via Coutras, Périgueux, Brive-la-Gaillarde et Ussel.
Elle constitue la ligne 716 000 du réseau ferré national.

## Historique
Cette ligne, partie d'un itinéraire de Clermont-Ferrand à Tulle, a été déclarée d'utilité publique par décret impérial le 19 juin 1868. Un décret impérial du 30 avril 1870 prescrit son adjudication. La concession du « chemin de fer de Clermont-Ferrand à Tulle, avec embranchement sur Vendes » est adjugée par une loi le 3 août 1872. La ligne est concédée à Messieurs Narjot de Toucy, conte de Constantin, conte de Bessenval, baron Sichel de Meer-Dervoort et Foriel de Bisschop pour une durée de 99 ans.
La ligne est rachetée par l'État selon les termes d'une convention signée le 16 avril 1877 entre le ministre des Travaux publics et la Compagnie du chemin de fer de Clermont à Tulle. Cette convention est approuvée par une loi le 18 mai 1878.
- Le 19 septembre 1880, mise en service de Tulle à Meymac.
- Le 5 juin 1881[5], inauguration de la ligne.

La ligne est cédée par l'État à la Compagnie du chemin de fer de Paris à Orléans par une convention signée entre le ministre des Travaux publics et la compagnie le 28 juin 1883. Cette convention est approuvée par une loi le 20 novembre suivant.

## Description de la ligne

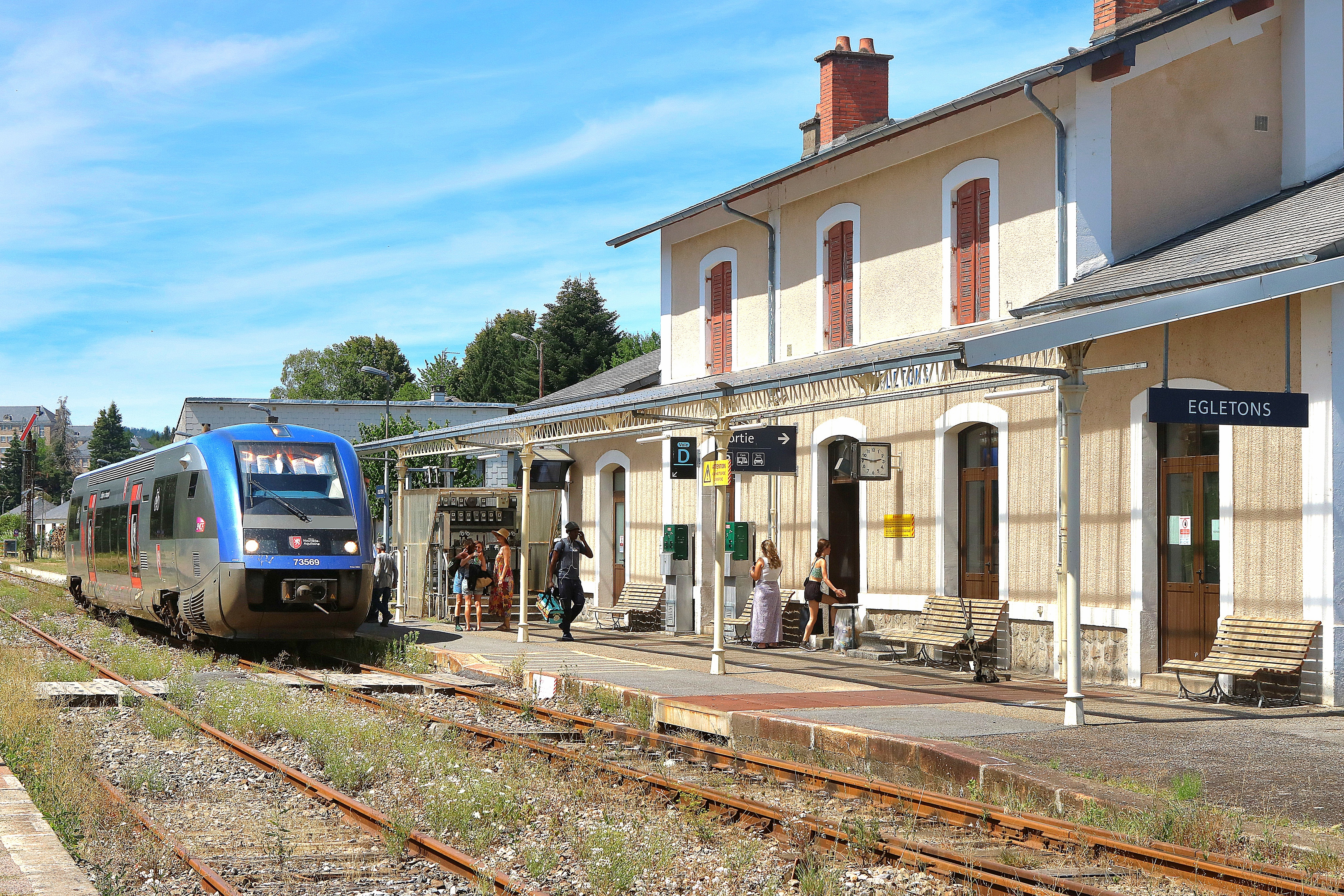
TER Brive - Ussel en gare d'Égletons.

Le tracé est très médiocre, les déclivités atteignent 25mm/m sur de longues distances et le rayon des courbes s'abaisse fréquemment à 250 m. Aussi la vitesse des trains est limitée à 75 km/h sur l'ensemble du parcours. La ligne est à voie unique, mais la plate-forme a été conçue pour de la double voie. Il existe 4 tunnels de peu d'importance dont le plus long mesure 155 m. Il n'y a pas de viaducs notables et relativement peu de ponts pour une ligne de montagne.
Sur les huit gares intermédiaires originelles de la ligne, trois seulement sont ouvertes aujourd'hui : Corrèze, Montaignac-Saint-Hippolyte et Égletons. Corrèze et Égletons ont conservé un évitement dont la longueur utile n'excède pas 480 m.
La gare de Tulle a la particularité d'être en impasse. Cette disposition a été choisie à l'origine pour accueillir les trains en provenance de Paris qui étaient censés être longs,.